# Thomisus tuberculatus
Thomisus tuberculatus är en spindelart som beskrevs av Sarah Creecie Dyal 1935. Thomisus tuberculatus ingår i släktet Thomisus och familjen krabbspindlar.
Artens utbredningsområde är Pakistan. Inga underarter finns listade i Catalogue of Life.